# Körülmetélés
A körülmetélés a külső nemi szervek egészségügyi (az esetek jelentős részében csupán egészségügyire hivatkozó), vallási okok vagy egyéb meggyőződés miatt, de nagyon gyakran a szexuális vágy (illetve a szexuális örömszerzés) korlátozásának céljából végrehajtott részleges eltávolítása. Egyes kultúrákban a vakbuzgó hagyománytisztelők a női körülmetélést már csecsemőkorban végrehajtják, ám majdnem mindig a serdülőkor kor előtt.

A férfi körülmetélések százalékos elterjedtségének becslése a 2007-ben.
>80%
20–80%
<20%
N/A

## Férfi körülmetélés

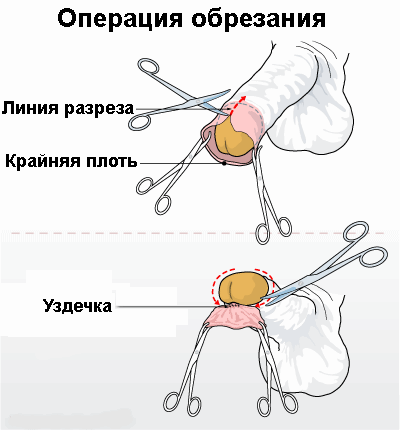
Hímvessző kórházi körülmetélése

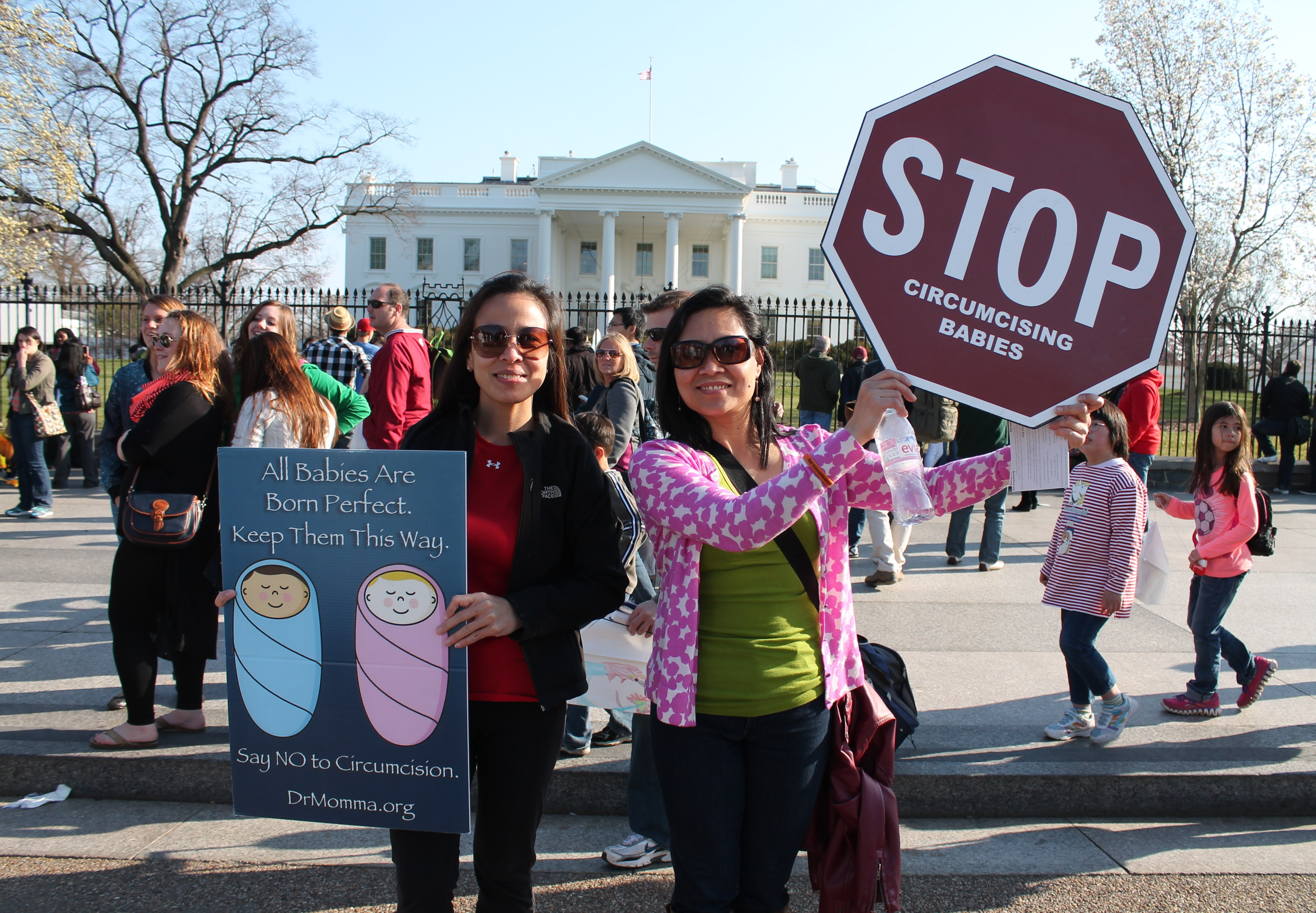
Tüntetés a gyermekek körülmetélése ellen a washingtoni Fehér Ház előtt

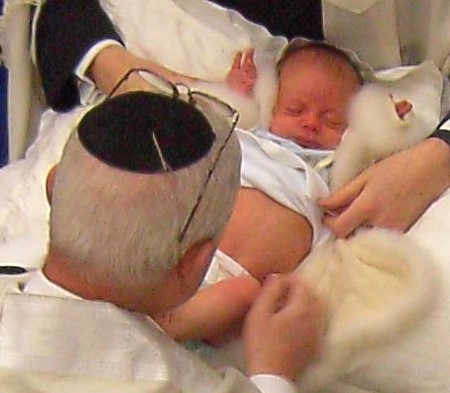
Hagyományos zsidó körülmetélés előkészítése

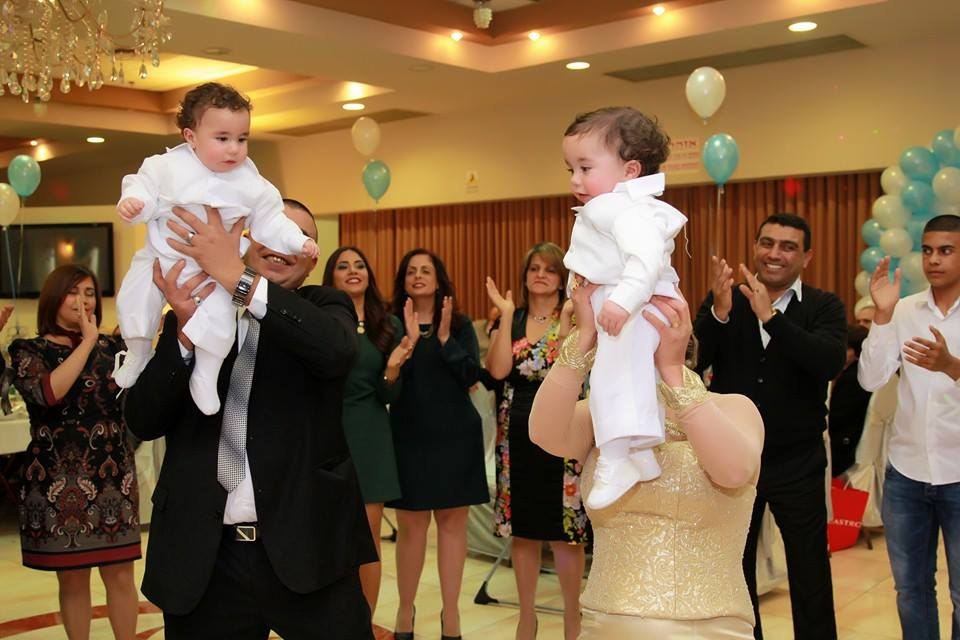
Kopt keresztény gyerekek hagyományos körülmetélési jelmezben

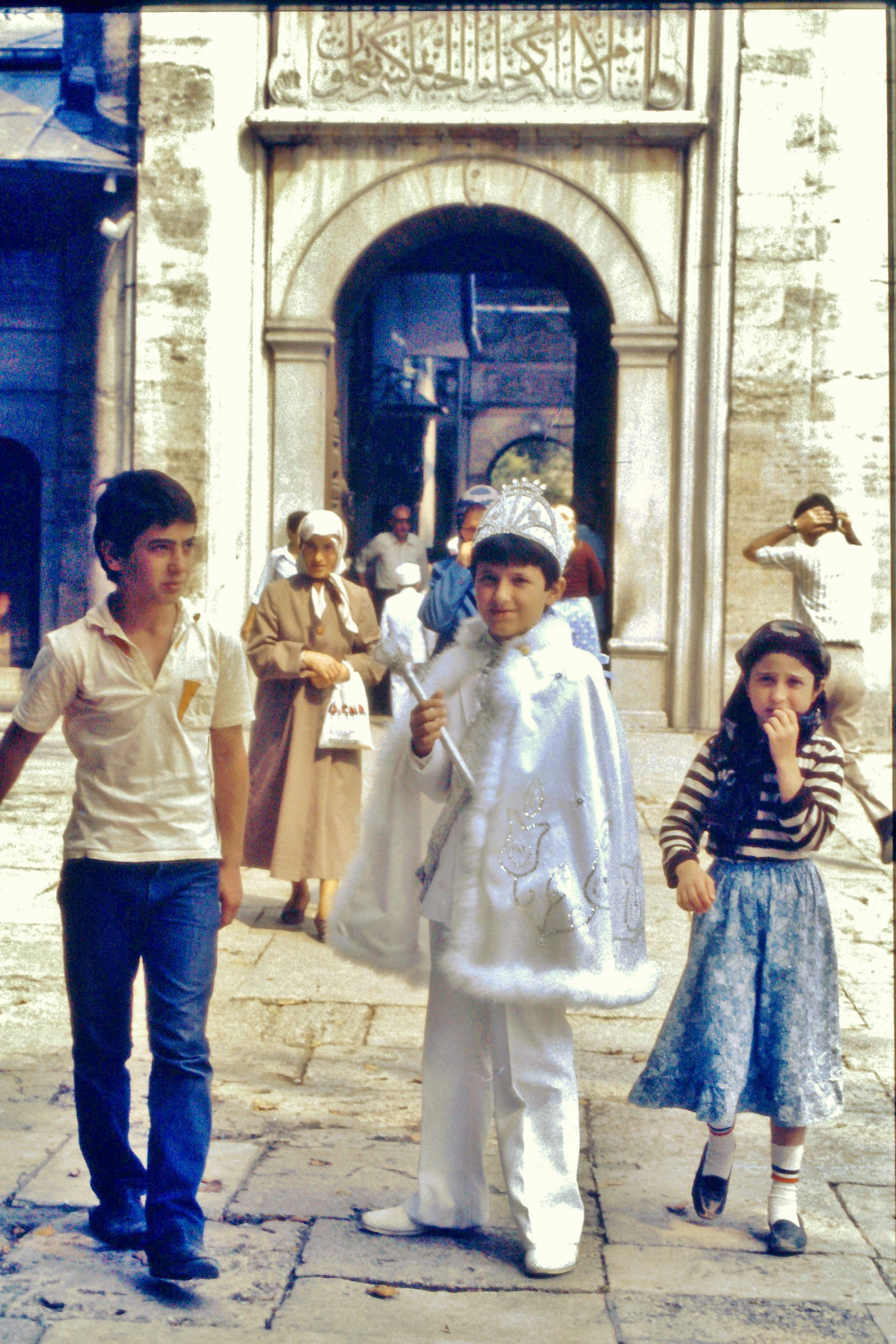
Török fiú a körülmetélés alkalmából viselt, hagyományos, ünnepi ruhában

Orvosi körülmetélés során a fitymát sebészi úton, általában helyi érzéstelenítés mellett teljesen eltávolítják, így az a hímvessző nyugalmi esetében sem borítja a makkot. Az Amerikai Egyesült Államokban viszont évtizedeken keresztül érzéstelenítés nélkül végezték, abból a feltételezésből kiindulva, hogy az újszülöttek fájdalomérzékelő-képessége jóval kisebb, mint a már idősebb gyermekeké Annak ellenére, hogy ezt az orvosi álláspontot már régen megcáfolták, Németországban egyes vallások képviselőinek lobbitevékenysége nyomán a Bundestag egy 2012-ben hozott törvényben mégis engedélyezte a csecsemők érzéstelenítés nélküli körülmetélését.
A világon a felnőtt férfiak mintegy ötöde körülmetélt, de a statisztika országonként nagyon eltérő képet mutat. Ez a szabály a legtöbb afrikai vagy ausztráliai törzsnél, ahol általában a serdülőkor végén, a felnőtté, férfivá avatási szertartás(ok) keretében kerül erre sor; szigorú vallásos előírás a zsidó férfiak számára, akiknél szertartásként végzik el a születés utáni nyolcadik napon; és általános elterjedt szokás az iszlám vallásúak között, akik a serdülés előtt különböző életkorokban végeztetik el a beavatkozást, ami sokak álláspontja szerint lényegében nem más, mint a gyermekek bántalmazásának egy jellemző, durva példája.
Az európai eredetű kultúrában ez a beavatkozás szinte kizárólag az angolszász országokban — leginkább az Amerikai Egyesült Államokban — terjedt el a 19. század végétől. Az amerikai férfiak kb. 60-65%-a körülmetélt; a déli és a nyugati államokban ez a szám alacsonyabb, északkeleten magasabb (pl. a New York-i körzetben ez az arány 58%-körül alakul); az újszülöttkori körülmetélések száma meredeken csökken. Azon tagállamokban, ahol az egészségbiztosítás nem fedezi a műtétet, a körülmetélési arány visszaesett.
A brit férfiaknak mintegy 20%-a körülmetélt, és ennél nagyobb az arány Kanadában és Ausztráliában. Amerikai hatásra szintén magas az arány Dél-Koreában.

A beavatkozás eredeti célja az volt, hogy a kamaszfiúkat leszoktassa a maszturbálásról. Az elkövetkező évtizedekben Amerikában végzett kutatások kimutatták, hogy bizonyos betegségek és fertőzések a körülmetélt férfiaknál ritkábban fordulnak elő — ettől kezdve általános egészségügyi-megelőző eljárásként alkalmazták. A modern nyugati higiéniai viszonyok között viszont a fertőzések kockázata amúgy is csökkent, ennek megfelelően a fejlett országokban a körülmetélés egészségügyi előnyei is erősen marginalizálódtak. Az utóbbi évtizedekben (tudományos és kevésbé tudományos) viták bontakoztak ki akörül, hogy vajon a csecsemőkori körülmetélés egészségügyi előnyei (a fejlett országok higiéniai viszonyai között) hogyan viszonyulnak a kockázataihoz és hátrányaihoz. Mivel a csecsemőkori körülmetélés szokása leginkább az USA-ban terjedt el, értelemszerűen a beavatkozás támogatói és ellenzői közötti leghevesebb viták is itt folytak le. Az Amerikai Gyermekgyógyász Akadémiának a szinte kizárólag az Egyesült Államokban elvégzett vizsgálatok eredményei alapján született (American Academy of Pediatrics, AAP) 2012-es állásfoglalása szerint az előnyök túlsúlyban vannak a kockázatokkal szemben, de ezek az előnyök nem olyan mértékűek, hogy az újszülöttek rutin körülmetélését javasolják miattuk, így minden szülő egyéni belátására bízzák a döntést. (Pl. az emlőrák kb. 10%-kal gyakrabban betegít meg férfiakat az USA-ban, mint a péniszrák, aminek a kockázatát a körülmetélés csökkenti — ennek ellenére mégsem merül fel komoly elképzelésként a férfiak emlőjének eltávolítása.) Az AAP állásfoglalását az előnyök túlsúlyáról a körülmetélés ellenzői ízekre szedték és elfogultsággal vádolják.
A csecsemő- és gyerekkori körülmetélés körüli vitának az egészségügyi mellett etikai oldala is van: ellenzői szerint, mivel a beavatkozás gyakorlatilag visszafordíthatatlan, sérti a gyermekek sértetlen, egészséges testhez való jogait. (A vitát érdekessé teszi, hogy az Amerikai Egyesült Államok azon kevés ország közé tartozik, amelyek nem ratifikálták a gyermekek jogairól szóló nemzetközi egyezményt.)
Az amerikai körülmetélés ellenes mozgalomból nőtte ki magát a modern kori fityma-helyreállítási törekvés, és kísérletek folynak a teljes fityma újraalkotására a regeneratív orvoslás segítségével.

### Zsidó körülmetélés
A zsidó vallású férfiak számára többnyire kötelező a körülmetélés, akiknél szertartásként végzik el a születés utáni nyolcadik napon. Ez a brit milá, melynek szó szerinti jelentése: a körülmetélés szövetsége. Ennek eredete Mózes első könyvében (a 17. fejezetben) található: Isten Ábrahámmal kötötte meg a szövetséget, egyúttal felkérte: magát és családja férfi tagjait, ezenkívül szolgáit is metélje körül. A beavató szertartásra, melyen a fiú a nevét is megkapja, nem szokás meghívót küldeni, ugyanis ez akkora megtiszteltetés, amit nem szabad visszautasítani – így inkább kihirdetik azt. A beavatkozást végző személy a mohél, a kisgyereket a szándák – koma – tartja. Szokás egy széket szabadon hagyni, hogy lélekben Élijáhu (Illés próféta) is ott lehessen. Ezután családi ünneppel zárják az eseményt.
A zsidó rituális szertartás három lépésből áll.
1) Milah: A mohél megfogja a bőr túllógó részét, kissé előrehúzza és megfeszíti, majd a makk feletti részt egy mozdulattal levágja. Ekkor a külső előbőr maradéka visszacsúszik a makk alá, a belső előbőr azonban még a makkon van. 2) Periah: A mohél a körmével vagy egy szikével középen behasítja a belső előbőrt és a makk mögé tűri azt, ahol összeforr a külső előbőr sebszélével. 3) Metzizah: A seb kiszívása. Ez egy rendkívül vitatott lépés ugyanis herpesz veszélybe sodorhajta a kisdedet. Ezért manapság vagy nem is végzik, vagy alternatív megoldást alkalmaznak.
Ami az eltávolított előbőr mennyiségét említi, ellentmondásos állítások állnak rendelkezésre. Egyes elméletek szerint a rituálé eredetileg csak a fityma túllógó részének lemetszése volt, és csak I.sz. 140 körül lett teljes körülmetélés. Erre az elméletre azonban nincsenek konkrét bizonyítékok, reneszánsz művészeti alkotások pedig nem lehetnek történelmi források. 
A Septuaginta a héber Biblia görög fordítása ami I.e. 2-3. században készült, és a görög szöveg a „Peritomé” kifejezést használja a zsidók körülmetélésére, ami szó szerint „körbevágást” vagy „körülvágást” jelent.
A Biblia alapján a beavatkozás rendkívül kellemetlen volt: Mózes 1. könyvének 34. fejezetében Jákob fiai körülmetélik Sikhem város férfilakóit. A város férfiai még 3 nap múlva is mozgásképtelen, fájdalmas állapotban szenvedtek. (1Mózes, 34:25) Józsué könyvében említik hogy a pusztai vándorlás alatt a zsidók felfüggesztették a körülmetélést, tehát a beavatkozást csak biztonságos körülmények között hajtották végre. 
A Biblia nem írja hogy bárki magának végezte volna el ezt. Egyetlen esetben, mégpedig Ábrahám esetében merül fel hogy esetleg magának végezte el, minden más esetben más végzi el. A Biblia szerint a rituálé célja az is hogy testileg látható jel legyen: „Ez legyen a szövetségem testeteken örök szövetségül” (1Mózes, 17:13).  
Ezek alapján tehát a zsidó rituálé mindig is eltávolította az előbőrnek egy jelentősebb részét. Azonban az nyitott kérdés hogy vajon mennyire volt laza az eredmény. Mivel vannak forrásaink arról hogy egyesek a laza bőrből sebészi úton mesterséges előbőrt tudtak csinálni, ezért minden bizonnyal egy lazább stílust eredményezett. Nincs konkrét írásos forrás amellett hogy bármilyen változtatás lett volna. A Talmud egyértelműen kimondja hogy a belső előbőr hátrahúzása (Periah) szükséges, azonban ez nem jelenti azt hogy előtte ez ne létezett volna.
A zsidó körülmetélési kötelezettség alól vannak kivételek: életveszély esetén (pl. vérzékenység, üldöztetés) elhalasztható vagy elhagyható. Ha a fiúgyermek fityma nélkül született, vagy a zsidó vallásra már körülmetélten tér át, egy csepp vérrel helyettesíthető. A reform és rekonstrukcionista irányzatok esetében viták forrása, de a zsidó vallásba betérők számára nem kötelező.
Az utóbbi időkben egyre többen látják úgy, hogy a körülmetélés szertartása túl kegyetlen és a 21. században már nem eléggé indokolt az ehhez a hagyományhoz való ragaszkodás. Egy mozgalom indult Izraelben az ezredfordulón olyan szülők között, akik ezért lemondanak erről. Egy újabban elsősorban az Egyesült Államokban terjedő, de más országokban így Magyarországon is létező szokás szerint a 'brit milá' helyett egy 'brit shalom' (magyarul a béke szövetsége) nevű szertartással is befogadhatják az újszülött fiúgyermekeket a közösségbe.

### A keresztény vallásban
A kereszténység az első években csak a zsidók körében terjedt el, így a körülmetélés kérdése csak akkor merült fel, miután az apostolok a görögöket, és az egyéb nem zsidó népeket kezdték megtéríteni. Egyes vélekedések szerint az üdvözüléshez szükséges minden kereszténynek a mózesi törvényeket és azokkal együtt ezt is elfogadni. Az apostolok jeruzsálemi tanácskozásán i.sz.51-ben úgy döntöttek, hogy erre nincs szükség (Apostolok cselekedetei, 15. rész) és a nem zsidókat is meg lehet keresztelni.
A körülmetélés szokása csak ott terjedt el (illetve maradt fenn), ahol korábban is megvolt (például az etiópiai, illetve az egyiptomi koptok között).

### Az iszlám vallásban
Annak ellenére, hogy a Korán előírásai közt nem szerepel kötelező eljárásként, az iszlám világban mindenütt elterjedt a szokás. Van, ahol már születés után néhány nappal elvégzik, de általában erre később, 4-5, vagy (például Törökországban) 9-10 éves korban kerül sor.
 Egyes Korán-értelmezések szerint nemcsak hogy nem kötelező előírás, hanem teljesen felesleges is: Allah tökéletesnek alkotta az embert — vagyis amikor a gyermek megszületik, 'készen' van, ezért már nem kell változtatni rajta.

## Milyen lesz körülmetélten?
A körülmetélés stílusát, vagyis azt, hogy a körülmetélés során mennyi bőrt, fitymát távolítanak el az alábbiakban lehet összefoglalni:
- A „minimális" körülmetélés: a beavatkozás célja az, hogy a pénisz funkcionálisan és kozmetikailag egyaránt „körülmetéletlen” maradjon, bár egy kissé rövidebb fitymával. Ilyenkor a lehető legkevesebb bőrt távolítja el az orvos. Elsősorban csak azt a kis szűk bőrgyűrűt távolítják el, amely lehetetlenné vagy nehézzé teszi a hátrahúzást, vagy a hosszú fitymának egy átlagos méretűvé történő megrövidítése.
- A „részleges" körülmetélés már olyan méretűre csökkenti a fitymát, amely a legrövidebb fitymák hosszához áll közel. Ilyenkor már ernyedt állapotban,  a makk egy része szabadon van és a húgycsőnyílás szinte soha nincs takarásban.
- A „laza" körülmetélés után a makk legtöbbször már teljesen szabadon van. A körülmetélés során némi laza bőr marad, mely összegyűrődhet a makk  pereme mögött, amikor a pénisz ernyedt állapotban van. Merevedéskor azonban a bőr nem feszes és jócskán van mozgása. Ezekben az esetekben, amikor a pénisz megnő merevedéskor, a körülmetélésnek a teljesen ernyedt állapotban lazának kell lennie, hogy helyet engedjen a növekedésnek.
- Az „átlagos" körülmetélés: A makk soha sincs fedve, folyamatosan kilátszik, azonban valamennyi bőrt rá lehet húzni a makk peremére, de nem sokat.
- A  „szoros" vagy „feszes” körülmetélés esetén általában kevés vagy egyáltalán nem maradt bőr a hímvesszőn. Amikor a pénisz merev, nagyon kevés vagy egyáltalán nincs mozgása a szár bőrének, ami nagyon elvékonyodik és feszes.

Internetes oldalakon sokszor lehet olyan kifejezéseket hallani, mint „lent (alsó) metélt" vagy „fent (felső) metélt" a férfi. Ezeknek nem az eltávolított bőr mennyiségéhez, hanem inkább a vágás elhelyezkedéséhez van köze:
- A „felső" körülmetélés ("high cut") megtartja – nagyobb részben vagy teljes egészében – a belső fitymát. Ilyenkor ernyedt állapotban, akkor jól lehet látni a színkülönbséget a belső és a külső pénisz-bőr   között, s a vágás helyét.
- Az „alsó" körülmetélés ("low cut") eltávolítja a belső fitymát, ilyenkor a pénisz szárának bőre majdnem egészen a makkig tart, s nincs közben színváltozás.

## Női körülmetélés

A női körülmetélések százalékos elterjedtségének becslése a 2010-es években Afrikában. Forrás: [https://web.archive.org/web/20120201232421/http://www.afrol.com/Categories/Women/FGM/netscapeindex.htm Afrol news

A női körülmetélés egy ősi afrikai eredetű szokás. Különböző tévhitek kapcsolódnak hozzá – például, hogy szükséges a szüléshez, megszépíti az arcot, a folytonos szexuális vágyat elhárítja – azonban az eljárás a nők alárendelésének egyik kegyetlen eszközéül szolgál. Gyakran megtagadják az olyan nő feleségül vételét, aki nem esett át ezen a beavatkozáson.

### Vallási hagyományok
Az iszlámban a női körülmetélés nem vallási előírás, mégis az iszlám államok egy részében a mai napig elterjedt hagyomány. Az 1990-es években évente kétmillióra, összesen 80-130 millióra becsülték az iszlám vallású körülmetéltetett nők számát
A modernista muszlimok a népi vallásosság és babona barbárságot idéző maradványának tartják, illetve nem végzik Iránban, Jordániában, Líbiában és Szaúd-Arábiában.
A csonkítás a kopt kereszténység körében (Etiópiában és Egyiptomban) is általánosan elterjedt szokás.

### Női körülmetélés fajtái
A nő nemiszerv-csonkításának három formája van. A legkisebb beavatkozás az úgynevezett Sunna-műtét, ilyenkor a csikló fitymáját távolítják el. Ez felel meg a fiúk körülmetélésének. A közepes beavatkozást egyszerűen "kivágás"-nak nevezik, mivel a csikló teljes és a kisajkak részleges eltávolítását jelenti. A legsúlyosabb beavatkozás az úgynevezett infibuláció, amikor a csiklót, a kisajkakat és a nagyajkak középső részét vágják ki, sőt a hüvely nyílását össze is varrják. Ilyenkor csak minimális nyílás marad a vizelésre, s majd később a havivérzésre.